# Jaison Barreto
Jaison Tupy Barreto (Laguna, 16 de agosto de 1933 – Balneário Camboriú, 26 de setembro de 2021) foi um médico e político brasileiro.
Foi deputado à Câmara dos Deputados na 44ª legislatura (1971 — 1975) e na 45ª legislatura (1975 — 1979).
Foi senador na 46ª Legislatura (1979 — 1983), tendo como suplentes Dejandir Dalpasquale e Maria Shirley Donato, e na 47ª Legislatura (1979 — 1987).
Filho de Tupy Barreto e de Ceres Silva Barreto; foi casado com Astrid Renaux Barreto, com quem teve dois filhos.

## Trajetória na medicina
Em 1957 diplomou-se pela Faculdade Nacional de Medicina da Universidade do Brasil, hoje Universidade Federal do Rio de Janeiro e, em 1959, fez curso de especialização na Sociedade Brasileira de Oftalmologia, e em 1964 no Instituto Barraquer, de Barcelona, na Espanha.
Clinicou inicialmente no Rio de Janeiro, mas logo transferiu-se para Santa Catarina, onde trabalhou em Brusque e em Blumenau durante 15 anos.
Presidiu a regional de Blumenau da Associação Catarinense de Medicina.

## Trajetória política
Ligado originalmente ao Partido Trabalhista Brasileiro (PTB), extinto em 1965 pelo Ato Institucional nº 2 de 27 de outubro de 1965, iniciou sua trajetória política em novembro de 1970, quando se elegeu deputado federal por Santa Catarina, na legenda do Movimento Democrático Brasileiro (MDB), partido de oposição ao regime militar. Empossado na Câmara em fevereiro de 1971, passou a integrar o grupo dos “autênticos” do MDB que, ao longo de toda a década de 1970, se destacou na luta contra a ditadura militar. Durante esse mandato foi suplente da Comissão de Minas e Energia, vice-presidente das comissões especiais de Pesquisa Científica e Tecnológica no Brasil e do Desenvolvimento da Região Sul, e presidente da Comissão de Saúde da Câmara, além de vice-presidente da comissão destinada a elaborar o projeto sobre o tráfico e o uso de tóxicos. Em 1973 foi vice-presidente do MDB catarinense e presidiu o I Simpósio Nacional de Assistência Médico-Previdenciária.
Nas eleições de novembro de 1974, marcadas por expressiva vitória da oposição em todo o país, foi o deputado federal mais votado em Santa Catarina. Na legislatura 1975-1979 foi membro da Comissão de Desenvolvimento da Região Sul, vice-presidente e presidente da Comissão de Saúde e da Comissão de Legislação Social da Câmara, e suplente da Comissão de Ciência e Tecnologia; em 1977 foi considerado pela imprensa um dos dez parlamentares mais atuantes do Congresso.
Tentando evitar uma nova derrota nas eleições legislativas de 1978, o governo federal lançou mão de um conjunto de medidas de exceção — que ficou conhecido como Pacote de Abril —, entre as quais a criação da figura do "senador biônico", que seria indicado indiretamente pelas assembleias estaduais e por delegados das câmaras municipais; desse modo, na renovação das duas cadeiras do Senado previstas para aquele ano, apenas uma seria escolhida pelo voto direto. Jaison Barreto teve seu nome indicado pela oposição para disputar a vaga que seria decidida nas urnas e, em 15 de novembro de 1978, elegeu-se senador por Santa Catarina para a legislatura 1979-1987, derrotando o candidato da Aliança Renovadora Nacional (Arena), Aroldo Carvalho; a vaga governista no Senado foi ocupada pelo "biônico" Lenoir Vargas.
Em dezembro de 1978, logo após terem sido divulgados os resultados das urnas, declarou-se favorável a uma reforma profunda do modelo social e econômico e à união das forças oposicionistas num único partido; no entanto, quando o Congresso Nacional aprovou, em novembro de 1979, a extinção do MDB e da Arena, promovendo uma reorganização no quadro partidário, as forças governistas permaneceram unidas num só partido, o Partido Democrático Social (PDS), enquanto a oposição se dividiu. Nessa ocasião ingressou no Partido do Movimento Democrático Brasileiro (PMDB), legenda que se propunha dar continuidade à linha política do MDB. Nas eleições de 1982 concorreu ao governo do estado, mas foi derrotado pelo candidato do partido governista, Esperidião Amin, por uma diferença de 12.650 votos.
Em 15 de janeiro de 1985, quando o colégio eleitoral se reuniu para escolher o sucessor do presidente João Figueiredo, Jaison Barreto, desde 1983 segundo-vice-presidente do Senado e membro da mesa diretora, ausentou-se da votação, justificando sua atitude como protesto contra a manutenção das eleições presidenciais indiretas. Na ocasião, o candidato do regime militar, Paulo Maluf, acabou sendo derrotado pelo oposicionista Tancredo Neves, eleito novo presidente da República pela Aliança Democrática, união do PMDB com a dissidência do PDS abrigada na Frente Liberal. Contudo, Tancredo Neves não chegou a ser empossado, vindo a falecer em 21 de abril de 1985, e seu substituto no cargo foi o vice José Sarney, que já vinha exercendo interinamente a presidência desde 15 de março.
Durante seu mandato no Senado, Jaison Barreto integrou, como titular, a Comissão de Saúde e Legislação Social e, como suplente a Comissão de Segurança Nacional. Em 1986 participou da Comissão Parlamentar de Inquérito (CPI) do Menor Abandonado e da do Consumidor. Ainda em 1986 deixou o PMDB, sentindo-se desprestigiado por haver sido preterido na composição do diretório regional, e filiou-se ao Partido Democrático Trabalhista (PDT), tornando-se líder do partido no Senado. Nas eleições de novembro de 1986 candidatou-se a uma vaga na Câmara dos Deputados, mas não conseguiu se eleger, deixando o Senado em 31 de janeiro de 1987.
Nas eleições municipais de 1988 participou da campanha vitoriosa do ex-governador Esperidião Amin para a prefeitura de Florianópolis, apoiada pelo PDT, em torno da Aliança Social Trabalhista.
Embora não tenha voltado a disputar cargos eletivos, continuou acompanhando o desenrolar da política brasileira e, em virtude de divergências com as principais lideranças do PDT, deixou o partido, filiando-se posteriormente ao Partido da Social Democracia Brasileira (PSDB).

## Morte
Morreu em Balneário Camboriú em 26 de setembro de 2021, aos 88 anos de idade.